# Gharb
Gharb är en slätt i Marocko.   Den ligger i regionen Rabat-Salé-Kénitra, 90 km nordost om huvudstaden Rabat.